# DJI CAMP
Drone CAMPとは、エアロエントリー株式会社が主催する操縦者向けの民間資格。
2015年にDJI JAPANがスタートしたDJI製品に特化した法人向けドローン操縦者育成プログラム「DJI CAMP」をエアロエントリー株式会社が管理団体として2022年に引き継ぎ、2025年にDrone CAMP for DJI と再ブランドした。インストラクターが、業務でDJI製ドローンを使用する操縦者育成を行う。 国土交通省へ無人航空機に係る飛行許可申請を行う際に、無人航空機の操縦の知識や能力に関する確認を簡略化することができる。 エアロエントリー社では、試験合格者に発行される「 技能資格認定書 」の発行等、Drone CAMPに関する事務局業務を行なっている。
Drone CAMP for DJIは、DJI製マルチコプターを、正しくより安全に使用できる操縦者を認定する企業向けプログラムであり、正しい知識、正しい操縦方法、そして飛行モラルを習得しているかどうかを評価するものである。
Drone CAMPを修了(合格)すると、認定証が発行され、国土交通省へ無人航空機に係る飛行許可申請を行う際に、無人航空機の操縦の知識や能力に関する確認を簡略化することができる。また、エアロエントリーで申込み可能なDJI製品向けドローン保険の保険料が割引になる。

## Drone CAMPスペシャリスト認定講座と受講条件
10時間以上の飛行操縦経験がある操縦者で、DJI製品のユーザーマニュアルを事前に熟読し、実際のマルチコプター飛行業務に従事できる者が受講条件となる。2日間の座学講義、筆記試験、実技試験を受講及び技能テスト合格後、Drone CAMPスペシャリスト認定証が発行される。受講費用は、各パートナー企業により異なるので、パートナー企業のページを参照する必要がある。なお、Drone CAMP開催カレンダーを確認すると、パートナー企業が明記されている。

## 座学講義内容
- 第1章　操縦者の行動規範

- 第2章　安全基準

- 第3章　禁止事項

- 第4章　マルチコプターの概論

- 第5章　電波について

- 第6章　気象について

- 第7章　飛行について

- 第8章　DJI製品について

- 第9章　法律について

## 認定テスト
1. 飛行計画レポート作成：50点満点
2. 飛行技能テスト：50点満点
3. 最終オンラインテスト（選択問題）：100点満点

※１．２．テストに合格した受講生は、３．最終オンラインテストを受験できる。

## 技能テスト
1. 機体コンディションチェック ： 各種機体状況確認をしているか。
2. 離陸(A) ： 周囲の安全を確保し、確認してから離陸している。
3. ホバリング(A)１分間 ： 精度±50cm(優)、精度±1 m(良)
4. 右or左のホバリング(A) １分間 ： 精度±50cm(優)、 精度±1 m(良)
5. 対面ホバリング(A) １分間 ： 精度±50cm(優)、 精度±1 m(良)
6. 前進してポールまで飛ぶ(A) ： 画面中心なら(優)、画面内にポールなら(良)。
7. 対面で離陸地点に戻ってくる(A) ： まっすぐ戻ってこられる(優)。逆舵切ったら(良)。
8. ８の字旋回×２(A) ： 正確に進行方向で８の字を描く。(縦横不問)
9. ノーズインサークル×２(A) ： 正確に中心を向き円を描く。(左右不問)
10. 着陸(A) ： 周囲の安全を確保、確認してから着陸している。